# So It Goes
So It Goes, czasami nazywany So It Goes - Goodbye For Now – dwudziesty ósmy długogrający album studyjny Perry’ego Como wydany w 1983 roku przez wytwórnię muzyczną RCA Victor. Został nagrany 10 i 11 grudnia 1978 oraz między grudniem 1981 a grudniem 1982. Jest to przedostatni album studyjny nagrany przez Como.

## Lista utworów

### Strona pierwsza
1. „What's One More Time”
2. „So It Goes”
3. „Here Comes That Song Again”
4. „Goodbye for Now”
5. „The Second Time”

### Strona druga
1. „Jason”
2. „As My Love For You”
3. „Fancy Dancer”
4. „Is She the Only Girl in the World”
5. „You Are So Beautiful”